# エッグス
株式会社エッグスは佐賀県佐賀市、小城市、武雄市、鹿島市で鶏卵、シュークリーム、プリンなどの洋菓子を製造または販売する会社である。また飲食業に新規参入しカフェの経営も行っている。

## 概要
エッグスの母体である有限会社伊東養鶏場は、佐賀県小城市（旧小城郡）で1961年創業。その後2003年自社の鶏卵を直売するたまご家を小城市に設立、開店。2006年、2号店配送センター併設店舗を鹿島市に、同年、3号店を佐賀市に出店。2008年には4号店を武雄市に出店している。看板商品である卵は毎日、自社農場から運ばれ当日のみ販売され、売れ残った卵は次の日には販売しないというこだわり。その当日採れた卵をふんだんに使用したシュークリームが佐賀新聞社が発行する佐賀県の日刊地方新聞『佐賀新聞』で取り上げられ一躍有名となる。
2004年6月放送めざましテレビ佐賀中継『地元で愛される街角グルメ』でも紹介されている。
また、2009年に佐賀県の民放テレビ局であるサガテレビが放送している夕方ワイド番組『かちかちワイド』の春色スイーツ選手権（2009年3月放送）にて『ふわふわエッグス』が見事第一位を獲得している。2012年時点でもこの商品は期間限定販売されている。
その時、審査委員長を務めたのは和食の鉄人神田川俊郎である。
人気商品の「笑顔ハーブ卵」は、飼料に無農薬トウモロコシ、昆布、海藻、パプリカ、薬草（ハーブ）等を配合したものを鶏に与えることで、まろやかな甘みとコクを更に引き出している。
その他にも、鶏をモチーフにしたソフトクリームやプリン、ロールケーキ、ラスクなどを製造販売する。
直売店のたまご家三日月本店は52年前に創業した伊東養鶏場の跡地（現在、伊東養鶏場は佐賀県武雄市山内町、藤津郡太良町に移転）に建てられている。吹抜を備え、木作りの心和む空間を演出している。売場併設の休憩喫茶コーナーでは、コーヒーを無料で提供する。
直売4店の他に2009年よりインターネットによる通信販売も行なっている。
2013年6月27日にたまご家武雄店を改装し、パンケーキ&パフェの店ひよこカフェをオープンした。たまご家と併設し、カフェを営んでいる。
パンケーキの他にパフェやコーヒー、ジュース、夏季限定でかき氷の提供を行っている。
2013年10月3日サガテレビ放送のかちかちワイドが企画したかちかちワイド秋スペシャル2013「実におもしろいグルメ選手権」わけありで遅い店で、「ひよこカフェ」のパンケーキが視聴者投票にて見事第1位に選ばれた。

## 沿革
- 2003年 - たまご家三日月本店開店
- 2004年 - 有限会社たまご家設立
- 2006年 - 佐賀兵庫店、鹿島店（配送センター併設）出店
- 2008年 - 武雄店出店
- 2008年 - 株式会社エッグスに社名変更
- 2009年 - 通信販売事業開始
- 2013年 - パンケーキ&パフェ　ひよこカフェ開店（佐賀県武雄市）
- 2013年 - パンケーキ&パフェ　ひよこカフェ佐賀店開店（佐賀県佐賀市）

## 関連会社
- 有限会社伊東養鶏場